# British Rail 158 sorozat

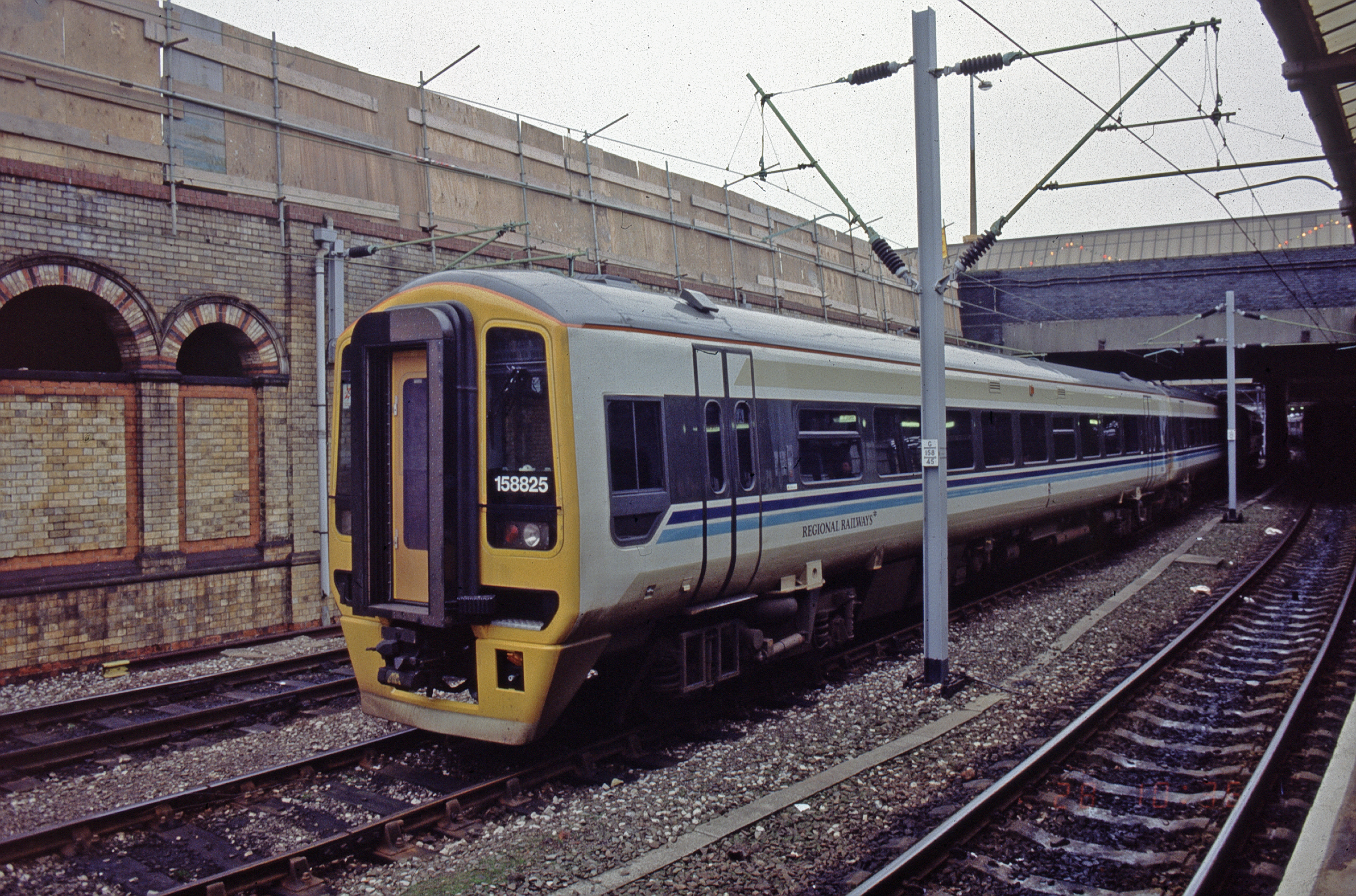
A motorvonat eredeti British Rail festése

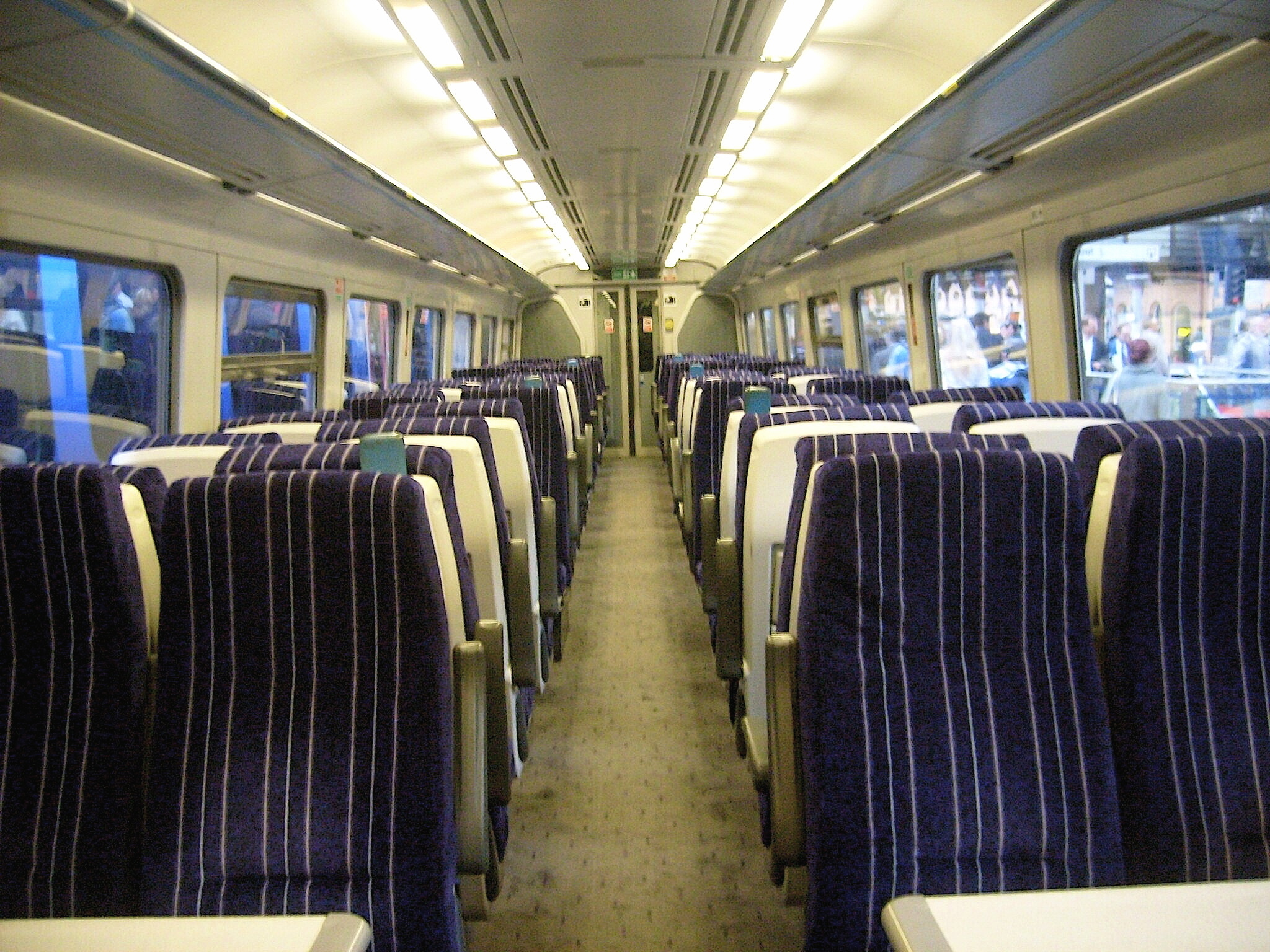
A motorvonat belseje

A British Rail 158 sorozat egy angol két vagy háromrészes dízel motorvonat-sorozat. 1989 és 1992 között összesen 182 motorvonatot gyártott a BREL. Ebből jelenleg 170 van még forgalomban. A British Rail állította üzembe a sorozatot, a régi motorvonatok és a mozdonyvontatta ingavonatok helyett. A sorozattal szinte teljesen megegyezik a British Rail 159 sorozat.

## Üzemeltetők
- Arriva Trains Wales
- East Midlands Trains
- First Great Western[10]
- First ScotRail
- Northern Rail
- South West Trains
- State Railway of Thailand